# Sanguine Productions
Sanguine Productions Ltd. är ett amerikanskt förlag, grundat 1997, som producerar rollspel. Förlaget har bland annat gett ut rollspelen Ironclaw, Jadeclaw, Albedo: Platinum Catalyst och Usagi Yojimbo Role-Playing Game.